# Как на войне

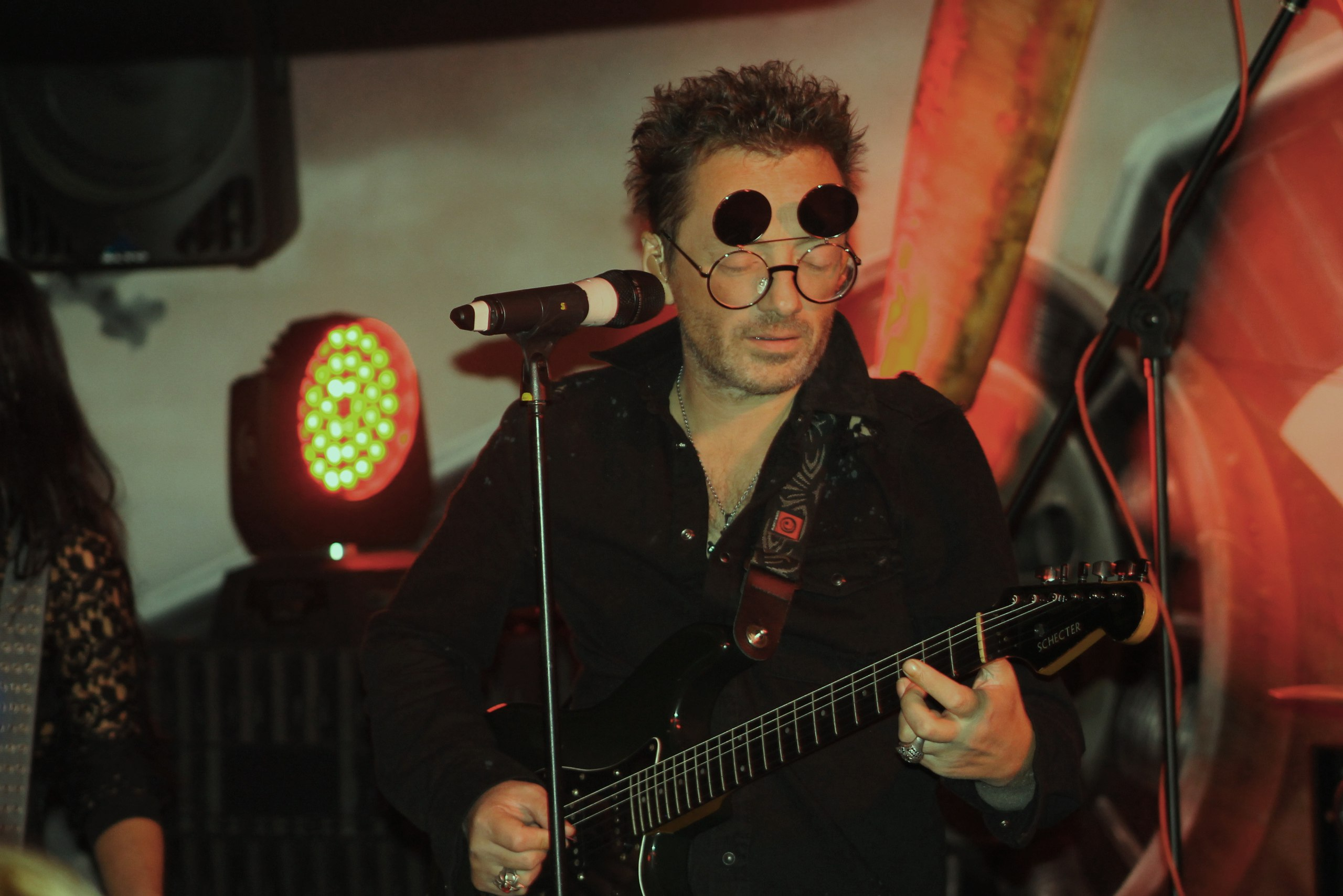
Автор песни «Как на войне» — Глеб Самойлов

Обложка альбома «Позорная звезда»

«Как на войне́» — песня российской рок-группы «Агата Кристи» из альбома «Позорная звезда». Занимает 34 место в списке «100 лучших песен русского рока в XX веке» по версии «Нашего радио».

## История
Слова и музыка песни были написаны солистом группы Глебом Самойловым весной 1992 года. Долгое время он берёг её, для того чтобы в будущем использовать в сольном альбоме. Но во время работы над альбомом «Позорная звезда» музыканты посчитали, что должны вложить все силы в него. Когда Глеб Самойлов представил песню группе, то Александр Козлов, бессменный клавишник — а также основатель ансамбля, сразу разглядел в ней будущий хит. В 1994 году на песню был снят первый профессиональный видеоклип (хотя к тому времени у группы уже имелось два видеоклипа, снятых на песни из самых ранних альбомов). После выхода альбома «Позорная звезда», а с ней и песни «Как на войне» в 1995 году группа «Агата Кристи» достигла пика своей популярности. И по сей день песня «Как на войне» является самым известным хитом группы.

## Музыка и текст
По словам Глеба Самойлова, идея текста появилась задолго до песни, фраза «Я на тебе, как на войне» — его впечатления от первой любви.

— Эта песня — о взаимоотношениях двух любящих людей. Каждый человек сам по себе — личность, но одно человеческое «Я» с другим никогда не может слиться до конца, поэтому и происходит отторжение.— Глеб Самойлов в интервью журналу «Телевик», 1995 год
Критики говорили о том, что с точки зрения литературного русского языка строчка «Я на тебе, как на войне» немного «корява». Глеб Самойлов отвечал, что в тексте намеренная «корявость». По его словам, без нее «мысль была бы выражена слишком пафосно», а ему было интересно «внедриться в разговорный русский язык».
Что касается музыки, то, по словам автора, песня была написана быстро — он перебрал 4 струны, и мелодия родилась сама собой. Однако в окончательном варианте композиция возникла не сразу. Как вспоминает основатель группы Вадим Самойлов, песню очень долго сводили и подбирали звук. Музыканты добивались того, «чтоб у записи было как бы дыхание». В результате песня получилась «более воздушная», чем другие композиции с альбома.

## Участники записи
- Глеб Самойлов — вокал, акустическая гитара
- Вадим Самойлов — гитара, бэк-вокал
- Александр Козлов — клавишные, секвенсор, программирование
- Андрей Котов — ударные